# (4952) Kibeshigemaro
(4952) Kibeshigemaro est un astéroïde de la ceinture principale.

## Description
(4952) Kibeshigemaro est un astéroïde de la ceinture principale. Il fut découvert le 26 mars 1990 à Dynic par Atsushi Sugie. Il présente une orbite caractérisée par un demi-grand axe de 3,16 UA, une excentricité de 0,11 et une inclinaison de 17,0° par rapport à l'écliptique.

## Compléments